# Al-Fateh Sports Club
O Al-Fateh Sports Club (em árabe: نادي الفتح الرياضي; romanizado: nādī al-fataḥ ar-riyāḍiyy) é um clube de futebol saudita com sede em Alhaça. Atualmente disputa a primeira divisão do Campeonato Saudita de Futebol.

## História
Com a ideia de formar uma clube local, já que percebiam o crescimento do futebol de campo na Arábia Saudita em 1958, jovens da região de Alhaça fundaram o Al-Fateh. O clube é considerado clube modelo, o time tem na sua estrutura o seu grande atrativo para grandes atletas chegarem até a equipe. Apesar de ser fundando na década de 50, o clube árabe só conquistou o primeiro titulo em 2013 vencendo a Saudi Super Cup. e o Campeonato Saudita de Futebol também no mesmo ano. No dias atuais, o clube é um dos mais fortes da Liga da Arábia Saudita e tem um time qualificado, que conta com jogadores de renome internacional para ajudar na conquista do bicampeonato nacional.

## Títulos
- Campeonato Saudita:1 (2013)
- Copa do Rei: 1 (2013)
- Segunda Divisão Saudita de Futebol: 2 (1997 e 1999)